# دیدیه توفلو
دیدیه توفلو (انگلیسی: Didier Toffolo؛ زادهٔ ۲۰ فوریهٔ ۱۹۵۹) بازیکن فوتبال اهل فرانسه است.
از باشگاه‌هایی که در آن بازی کرده‌است می‌توان به باشگاه فوتبال پاری سن ژرمن و باشگاه فوتبال کلرمون فوت اشاره کرد.